# با اجازه
با اجازه نام یک مجموعهٔ تلویزیونی ایرانی به کارگردانی «علی شوقیان» است که در سال ۱۳۷۵-۱۳۷۴ تولید و از  شبکه تهران پخش شد.

## خلاصه داستان
مضمون این مجموعه تلویزیونی، روابط و مناسبات دست‌وپاگیر اداری و مدیریت‌های ناپخته است که با نگاهی انتقادی و طنز بدان پرداخته شده است.

## بازیگران و عوامل تولید

### بازیگران
- اسماعیل شنگله
- اکبر رحمتی
- زیبا بروفه
- سروش خلیلی
- داوود باقری
- محمد پورستار
- فرزانه نشاط‌خواه

### عوامل تولید
- کارگردان: علی شوقیان
- فیلمنامه: اسفند الوندکوهی، مهدی رضاخانی
- تصویردار: اصغر بشیری
- تدوین: حسین احمدی
- موسیقی: فرید شب‌خیز
- تهیه‌کنندگان: مهدی رضاخانی، محمودرضا بهمن‌پور
- فرمت تصویر: ویدئویی
- مدت زمان: ۱۰۰ دقیقه
- محصول: شبکه تهران
- سال تولید و پخش: ۱۳۷۵-۱۳۷۴

چهره پرداز : امید سیاحت گر